# Bayliss-Effekt
Der Bayliss-Effekt oder auch myogene Autoregulation ist eine nach dem britischen Physiologen William Bayliss benannte Kontraktionsreaktion von Blutgefäßen bei der lokalen Steuerung des Blutkreislaufs (Autoregulation) zur Konstanthaltung der Durchblutung eines Organs bzw. Gewebes.

## Erklärung
Ändert sich durch eine Blutdruckerhöhung die Wanddehnung einer kleinen Arterie oder Arteriole, so wird dies von einer Kontraktion der glatten Gefäßmuskelzellen beantwortet. Dadurch verringert sich der Radius des Blutgefäßes und der Gefäßwiderstand steigt (Hagen-Poiseuillesches Gesetz). Bei einem Nachlassen des intravasalen Drucks (von lat. intra = „innerhalb“, vas = „Gefäß“) geht die Gefäßmuskulatur wieder auf ihren ursprünglichen („basalen“) Tonus zurück. Auf diese Weise kann auch bei stark schwankendem Blutdruck (im Bereich zwischen ca. 120 und 200 mmHg) eine konstante Durchblutung von Organen und Geweben aufrechterhalten werden.
Die molekulare Ursache für den Bayliss-Effekt liegt in der Aktivierung mechanosensitiver Rezeptoren. Diese können entweder über Kationenkanäle einen Calcium-Einstrom vom Zwischenzellraum (Extrazellularraum) in die Muskelzellen bewirken oder über Signaltransduktionskaskaden Calcium-unabhängig zur Kontraktion der glatten Muskulatur führen (z. B. über Rho-Kinase). Die Calcium-Ionen bilden einen Komplex mit dem Protein Calmodulin; dieser Komplex aktiviert die Myosin-leichte-Ketten-Kinase (MLCK), die durch Phosphorylierung (Interkonvertierung) zur Aktivierung des Motorproteins Myosin II führt und somit eine Kontraktion der glatten Gefäßmuskelzelle ermöglicht. Eine ähnliche Wirkung tritt jedoch auch ein, wenn die Myosin-leichte-Kettenphosphatase (MLCP), ein gegensätzlich zur MLCK arbeitendes Enzym, über Rho-Kinase gehemmt wird.
Diese Art der Kreislaufregulation arbeitet völlig unabhängig von der vegetativen Innervation der Blutgefäße. Das bedeutet, dass auch bei einer Durchtrennung der das Gefäß versorgenden Nerven der Bayliss-Effekt erhalten bleibt. Erst bei der Anwendung eines Spasmolytikums, z. B. Papaverin, kann der Effekt über eine Erschlaffung der glatten Gefäßmuskelzellen aufgehoben werden.
Der Bayliss-Effekt ist z. B. in den Nieren, im Magen-Darm-Trakt und im Gehirn nachweisbar, jedoch nicht in der Haut und in den Lungen.